# Publicidad de último momento
La publicidad de último momento o publicidad de último minuto (last minute advertising en inglés) se refiere al espacio publicitario que una compañía mediática no ha podido vender. Dependiendo del medio, podría ser un anuncio de espacio o tiempo. Comúnmente puede ser comprado con un «descuento escalonado». Publicitar en espacio o tiempo es un bien perecedero. Si no se vende es una pérdida, es usada para anuncios hogareños, o es ofrecida a servicios públicos o algún otro producto no remunerativo para llenar el espacio sobrante. De todos modos, en vez de tomar la pérdida por tiempo de aire o un espacio no vendido, los grandes vendedores de medios suelen aceptar honorarios menores que los usuales para llenar el exceso de inventario. Esto significa que los publicistas pueden comprar lo que suele ser un medio caro, por una diferencia grande en dinero del precio normal.
Las empresas que quieren aprovechar la publicidad de último momento deben facilitar el intercambio de compra y venta de los medios si quieren trabajar con ellos y usar sus anuncios. Deben estar en una posición que les permita competir con los grandes jugadores. Ya que estos espacios surgen en el último momento, las empresas de medios suelen ofrecerlos a grandes compradores con presupuestos ya armados, departamentos de publicidad que puedan crear un anuncio rápido y administradores que puedan tomar una decisión rápidamente. Si los jugadores recién llegados desean esta variedad de oportunidades, deben trabajar tan bien como los grandes publicistas, deberían hacer conocer su interés por eso a los comerciantes, invertir algo de dinero y tener una publicidad lista para publicitar un bien que sea necesario.
La publicidad de último momento significa ahorrar una buena porción del presupuesto en publicidad de una compañía, pero algunas veces es complicado justamente por ser de último momento. Las empresas deben estar preparadas para actuar velozmente.

## Diferencias por el tipo de medio
El modo en el que los publicistas son más capaces de aprovechar los anuncios de último momento depende del tipo de medio:
- Periódicos: ya que generalmente son publicados a diario y tienen un formato estándar, suelen ofrecer bastantes oportunidades de exceso de inventario, dado que es necesario llenar todo el espacio disponible del periódico.
- Revistas: una de las grandes oportunidades de la publicidad de último momento se encuentra en las revistas de los Estados Unidos. Estas imprimen y venden espacios regionales. Si no llegan a vender todos los espacios (lo cual es bastante común), o vender un número impar, su inventario de espacios no vendidos supone una oportunidad para el publicista.

También, incluso revistas de menor importancia ofrecen espacios publicitarios de más. Las revistas crean su contenido editorial basados en la cantidad de publicidad vendida, entre otras cosas. Pero algunas veces los anunciantes se echan atrás o prefieren anuncios más pequeños, o no llegan a la fecha de entrega, o la revista termina con contenido sobrante. Todo esto crea una oportunidad para otro publicista que puede llegar a último minuto.
- Radio: la radio es uno de los mejores medios para comprar tiempo descontado, dado que, a diferencia de los medios impresos que pueden ser expandidos o contraídos a una cierta extensión según sea necesario, la publicidad en radio es limitada. Hay un número establecido de tiempo publicitario en una hora que debe ser utilizado. Entonces, incluso más que en otros tipos de medios, los publicistas tienen una mayor oportunidad de obtener un descuento en la radio, y estos pueden variar entre un 25% a un 75% del precio de venta.
- Televisión: la proliferación siempre expansiva de las estaciones de televisión (ya sea por red, cable o satélite) son buenas noticias para los publicistas. Existe una gran cantidad de tiempos remanentes en televisión para utilizar y obtener descuentos que pueden alcanzar un 90% de la tabla de tarifas.
- Exteriores: en cualquier lugar al que se mire, se ven carteles vacíos. A pesar de que esto no es publicidad de último momento en sentido estricto (dado que estos espacios pueden estar vacíos por un largo período), es una importante forma para utilizar espacios excedentes que no deberían ser ignorados por las compañías que buscan oportunidades para publicitar.
- Patrocinio: muchos eventos deportivos y de otros tipos, no tienen la posibilidad de obtener los anuncios que ellos desearían. Esto es otra forma de uso del espacio remanente.
- Internet: los publicistas actuales se sumergen en el mundo del Internet, consciente del alto público que se encuentra en este potente medio de comunicación, que ha pasado a ser un medio de socialización, donde el usuario lo hace suyo formando parte incluso de su modo de vida, de ahí que los publicistas enfoquen sus estrategias publicitarias al medio de Internet.
- Entrega de octavillas: entregar octavillas a los peatones de la ciudad funciona como una buena opción publicitaria.

- Datos: Q7312019